# Gumond
Gumond, también escrito Gumont, (en occitano Gumont) es una comuna  y población de Francia, en la región de Lemosín, departamento de Corrèze, en el distrito de Tulle y cantón de La Roche-Canillac.
Su población en el censo de 2008 era de 113 habitantes.
Está integrada en la Communauté de communes du Doustre et du Plateau des Étangs.

## Demografía
| 146 | 119 | 110 | 93 | 80 | 104 | 113 |
| Para los censos de 1962 a 1999 la población legal corresponde a la población sin duplicidades (Fuente: INSEE [Consultar]) |     |     |    |    |     |     |